# Titus Calpurnius Siculus
Titus Calpurnius Siculus (1. század) római költő.

## Élete és műve
Nero uralkodására estek alkotóévei. „Siculus” mellékneve esetleg szicíliai származásának köszönhető, de más feltételezések szerint mesterére, Theokritoszra való utalásul akasztották rá.
Hét eklogája maradt fenn, ezekben a Vergiliusra jellemző bukolikus hangulatú költői nyelvet szólaltatja meg. A filológusok hozzá kötik a névtelenül fennmaradt De laude Pisonis (Piso dicsérete) című költemény szerzőségét is.

## Szakirodalom
- Simon L. Zoltán: Árkádia kettős tükörben. T. Calpurnius Siculus eklogái. Apollo Könyvtár. Akadémiai Kiadó, 2009. Budapest. ISBN 9789630586955

## Külső hivatkozások
- Ókori lexikon I–II. Szerk. Pecz Vilmos. Budapest: Franklin Társulat. 1902–1904.